# Kanton Goyave
Der Kanton Goyave war ein französischer Wahlkreis im Übersee-Département Guadeloupe. Er umfasste die Gemeinde Goyave und einen Teil der Gemeinde Petit-Bourg.